# Зофювка (Плоцький повіт)
Зофювка (пол. Zofiówka) — село в Польщі, у гміні Лонцьк Плоцького повіту Мазовецького воєводства.
Населення — 115 осіб (2011).
У 1975-1998 роках село належало до Плоцького воєводства.

## Демографія
Демографічна структура станом на 31 березня 2011 року:
|          | Загалом | Допрацездатний вік | Працездатний вік | Постпрацездатний вік |
| -------- | ------- | ------------------ | ---------------- | -------------------- |
| Чоловіки | 58      | 21                 | 35               | 2                    |
| Жінки    | 57      | 7                  | 33               | 17                   |
| Разом    | 115     | 28                 | 68               | 19                   |